# Francesc Rodríguez i García
|  | Francesc Rodríguez redirigeix aquí. Per al pintor català, vegeu Francesc Rodríguez Pusat. |

Francesc Rodríguez i García   (Barcelona, 8 de març de 1934 - Barcelona, 17 de maig de 2022), conegut com a Rodri, va ser un destacat futbolista català dels anys 1950 i 1960. Va disputar 236 partits amb el Futbol Club Barcelona entre el 1958 i el 1966 i després va formar part del quadre tècnic blaugrana. Va ser internacional amb la selecció catalana i amb la selecció espanyola.

## Biografia
Rodri va néixer a Barcelona el 8 de març de 1934. Fou un defensa central de caràcter, sobri i contundent. S'inicià a les categories inferiors del Futbol Club Barcelona i posteriorment jugà a la Secció Esportiva L'Espanya Industrial, amb el qual jugà a Primera divisió i finalment al primer equip del Barça, on debutà la temporada 1957-58. Assolí la titularitat després de la lesió de Joaquim Brugué. El fitxatge de Jesús Garay el portà a la suplència però posteriorment recuperà la titularitat de nou, i el portà a disputar el Mundial de Xile 1962 on jugà dos partits contra Mèxic i Brasil i el Campionat d'Europa de futbol 1964 on fou campió. En total fou 4 cops internacional A i un internacional B.
Les lesions l'obligaren a una retirada prematura després de 205 partits al primer equip. Un cop retirat ingressà al cos tècnic del club, arribant a ser coordinador del futbol base i segon entrenador de Vic Buckingham, Rinus Michels, Hennes Weisweiler i Laureano Ruiz.

## Trajectòria esportiva
- FC Barcelona (categories inferiors)
- Espanya Industrial
- CD Comtal: 1956-1957
- FC Barcelona 1957-1966

## Palmarès
- 2 Lligues espanyoles: 1959, 1960.
- 2 Copes espanyoles: 1959, 1963.
- 3 Copes de Fires: 1955-58, 1958-60, 1965-66.
- 1 Eurocopa de Futbol: 1964.